# Hadrocodium wui
Hadrocodium wui és una espècie extinta de mamaliaforme que visqué durant el Juràssic inferior (fa aproximadament 195 milions d'anys, durant el període Sinemurià) en el que actualment és la província xinesa de Yunnan. Hadrocodium només feia 3,2 centímetres de llarg i uns 2 grams de pes i és un dels mamífers més petits coneguts.
Hadrocodium és l'exemple més primitiu conegut de diverses característiques distintives dels mamífers, incloent-hi una mandíbula i una orella mitjana semblant a la dels mamífers i una cavitat cranial. El descobriment de Hadrocodium suggereix que l'origen d'aquestes característiques típiques dels mamaliaformes és molt més antic (45 milions d'anys més antic) del que es creia en el passat.
No s'ha determinat si Hadrocodium era de sang calenta o de sang freda, tot i que les seves característiques aparentment nocturnes semblen posar-lo dins el grup endoterm.